# Cardiopatia isquémica
A cardiopatia isquémica é uma doença em que se verifica isquemia (diminuição do fornecimento de sangue) do miocárdio, normalmente devida a uma aterosclerose coronariana. O risco de contrair a doença aumenta com a idade, tabagismo, hipercolesterolemia, diabetes e hipertensão arterial (desatualizado), sendo mais frequente em indivíduos do sexo masculino e naqueles com familiares portadores da doença.
Entre os sintomas da cardiopatia isquémica estável estão a angina de peito e a diminuição da tolerância ao esforço físico. A cardiopatia isquémica instável manifesta-se através de dores no peito ou outros sintomas em repouso, ou angina de peito súbita. O diagnóstico é feito através de electrocardiograma, análises de sangue, prova de esforço ou de angiograma. Dependendo dos sintomas e do grau de risco, o tratamento pode ter como base a medicação, a angioplastia coronária ou um bypass.
É a primeira causa de morte em grande parte dos países Ocidentais, e uma das principais causas de admissão hospitalar. Há poucas evidências que apontem para a eficácia de um rastreio universal, embora como prevenção e para diminuição do risco de complicações se recomende uma dieta saudável e por vezes medicação para a diabetes, o colesterol e tensão arterial elevada.